# Al-Nakba: The Palestinian Catastrophe 1948
Al-Nakba: The Palestinian Catastrophe 1948 es una película documental de Benny Brunner y Alexandra Jansse. Sigue los acontecimientos que rodean al éxodo de 1948 en Palestina. Fue filmada en 1996, con duración de 58 minutos y está en inglés. Basada en el libro El Nacimiento del Problema de Refugiados Palestinos, 1947-1949 por Benny Morris, es el primer documental en examinar el desplazamiento de 750.000 Palestinos, durante el nacimiento del estado de Israel. La película se mueve entre las entrevistas con los refugiados palestinos y las reacciones de soldados Irgun y Haganah que presenciaron y participaron en los eventos de 1948.

## Tema y tratamiento

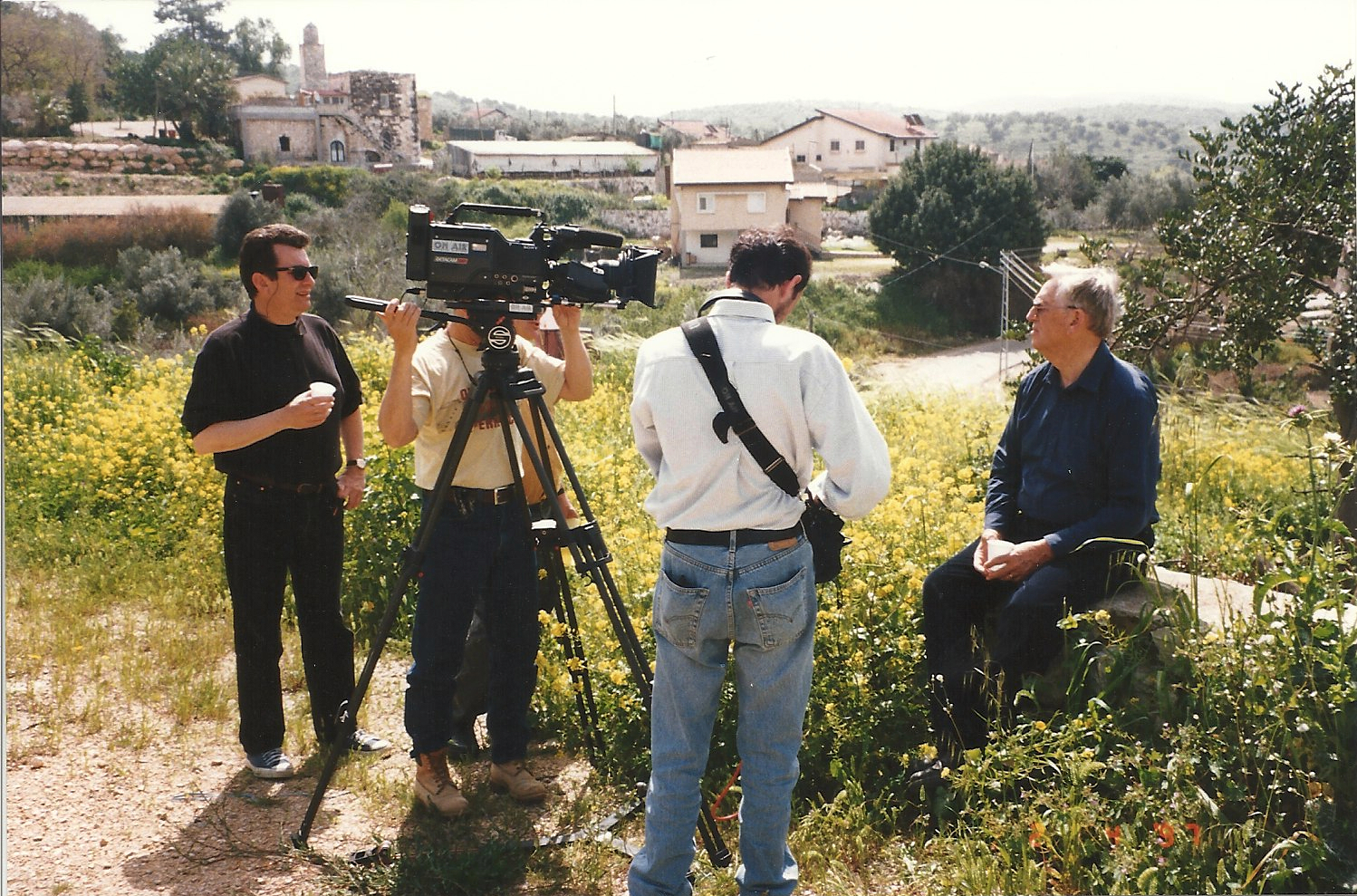
Brunner entrevista a Mordechai de Bar-On en Az-Zakariyya

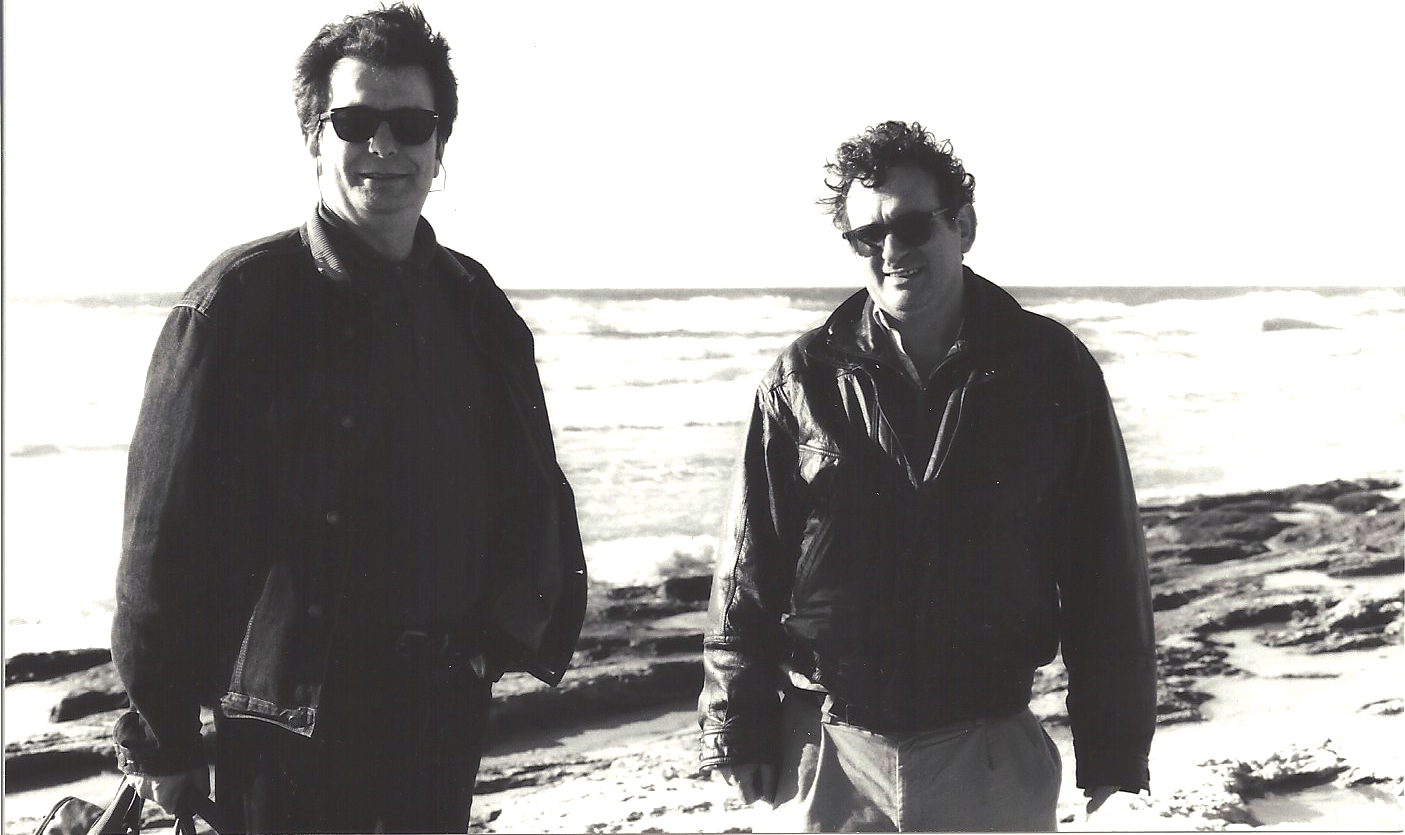
Benny Brunner y el historiador Benny Morris

Brunner ha afirmado que se inspiró para contar la historia de Al-Nakba, en 1988, después de leer El Nacimiento del Problema de Refugiados Palestinos, 1947-1949 del historiador Benny Morris. Él consideraba que era un "momento crucial" para la impugnación de su punto de vista sobre el Sionismo después de llegar a creer que algunos palestinos fueron expulsados y que los líderes árabes no le habían dicho a los palestinos que se fueran. Comenzó a preguntarse cuantos palestinos fueron expulsados. Luego decidió convertir el libro en una película como había hecho con otros textos. Brunner dijo, "Cada película tiene su propio límite de tiempo, y yo hago mis opciones. Yo no cambiaría nada en la película."
"Queríamos tener un montón de información en el cine y no para hacer una película emotiva," mencionó la codirectora Alexandra Jansse, posteriormente en una entrevista. "Pero la película fue llevada a un nivel superior mediante la adición de la poesía palestina. Queremos agregar el nivel emocional de los palestinos que tienen su corazón roto y que puedan verlo en sus ojos."
Benny Morris participó en la película a pesar de las diferentes conclusiones y metodología de Brunner.

## Estreno
La película se estrenó en Ámsterdam, y después se difundió en Europa central y occidental, recorrió Israel con sesiones de preguntas y respuestas del director para invitar a la discusión del tema. En Israel, la película fue exhibida en Tel Aviv.
El Festival de Cine Judío San Francisco la proyectó en 1998 en el Teatro Castro. La película recibió comentarios como este: "la más polémica película en el festival de este año", debido a que su liberación coincidió con el semicentenario de Israel. "La película se quedó cerca de lo que se puede afirmar como un hecho, ya sea por el archivo de la evidencia o de cuentas en primera persona", sostenía el comentario.